# Acacia stratifolia
Acacia stratifolia é uma espécie de leguminosa do gênero Acacia, pertencente à família Fabaceae.